# Final da Copa do Mundo FIFA de 2014
A final da Copa do Mundo FIFA de 2014 foi realizada em 13 de julho no estádio Maracanã, na cidade do Rio de Janeiro, Brasil. Foi a segunda final de mundial disputada no estádio após a definição da Copa do Mundo FIFA de 1950 entre Brasil e Uruguai, vencida pelos uruguaios por 2 a 1.
Foi disputada entre Alemanha e Argentina, em partida que repetiu decisões de duas edições anteriores de Copa do Mundo (em 1986 com vitória argentina e em 1990 com vitória alemã) e tornando-se a final mais repetida da história. Foi também a segunda vez que uma seleção se tornou finalista com mais do que o dobro do número de gols marcado pelo rival na campanha (a outra foi em 1990). No geral esta foi a oitava final da Alemanha e a quinta da Argentina.
A Alemanha conquistou o título pela quarta vez, a primeira após a reunificação, após vencer o jogo por 1–0 na prorrogação. Foi a primeira conquista de uma equipe europeia no continente sul-americano. Além disso, Miroslav Klose tornou-se um dos 7 jogadores a terem conquistado ambas medalhas de ouro, de prata e de bronze em Copas do Mundo FIFA.
Este foi o evento esportivo mais popular dos dez anos de história da rede social Facebook. 88 milhões de pessoas em todo o mundo (cerca de 10% destes usuários brasileiros) realizaram mais de 280 milhões de ações na rede. Isso inclui publicação de textos, fotos e vídeos e o uso do botão "Curtir".
Além disso, o registro do olhar desolado de Lionel Messi para a taça da Copa do Mundo minutos depois da Argentina ser derrotada pela Alemanha, na final do torneio, valeu o prêmio World Press Photo ao fotógrafo Bao Tailiang, do jornal chinês "Chengdu Economic Daily".

## Performances dos finalistas

### Alemanha
A Seleção Alemã estreou na competição com uma goleada de 4–0 contra Portugal na Arena Fonte Nova, Salvador. No segundo jogo pela fase de grupos empatou com Gana por 2–2 na Arena Castelão. Terminou essa fase ganhando de 1–0 dos Estados Unidos na Arena Pernambuco, em Recife. Nas oitavas de final, teve dificuldades contra a Argélia, ganhando de 2–1 após a prorrogação no Estádio Beira-Rio. Nas quartas de final venceu a França por 1–0 no Estádio do Maracanã, Rio de Janeiro. Nas semifinais enfrentou os anfitriões do Brasil no Estádio Mineirão, em Belo Horizonte, e venceu por um expressivo 7–1.

### Argentina
A Seleção Argentina estreou na competição com um placar de 2–1 contra a estreante seleção da Bósnia e Herzegovina no Estádio do Maracanã, Rio de Janeiro. No segundo jogo pela fase de grupos ganhou de 1–0 do Irã no Estádio Mineirão, garantindo a vaga nas oitavas de final. Terminou essa fase ganhando de 3–2 da Nigéria no Estádio Beira-Rio, em Porto Alegre. Nas oitavas, teve dificuldades contra a Suíça, ganhando de 1–0 após a prorrogação na Arena de São Paulo. Nas quartas de final venceu a Bélgica por 1–0 no Estádio Nacional Mané Garrincha, Brasília. Nas semifinais enfrentou a seleção dos Países Baixos novamente na Arena de São Paulo, mantendo o empate sem gols no tempo normal de jogo e na prorrogação e ganhando de 4–2 na disputa por pênaltis.

## Caminho até a final
| Pos | Equipe         | Pts | J | V | E | D | GP | GC | SG | Classificado      |
| --- | -------------- | --- | - | - | - | - | -- | -- | -- | ----------------- |
| 1   | Alemanha       | 7   | 3 | 2 | 1 | 0 | 7  | 2  | +5 | Fase eliminatória |
| 2   | Estados Unidos | 4   | 3 | 1 | 1 | 1 | 4  | 4  | 0  | Fase eliminatória |
| 3   | Portugal       | 4   | 3 | 1 | 1 | 1 | 4  | 7  | −3 | Eliminado         |
| 4   | Gana           | 1   | 3 | 0 | 1 | 2 | 4  | 6  | −2 | Eliminado         |

| Pos | Equipe               | Pts | J | V | E | D | GP | GC | SG | Classificado      |
| --- | -------------------- | --- | - | - | - | - | -- | -- | -- | ----------------- |
| 1   | Argentina            | 9   | 3 | 3 | 0 | 0 | 6  | 3  | +3 | Fase eliminatória |
| 2   | Nigéria              | 4   | 3 | 1 | 1 | 1 | 3  | 3  | 0  | Fase eliminatória |
| 3   | Bósnia e Herzegovina | 3   | 3 | 1 | 0 | 2 | 4  | 4  | 0  | Eliminado         |
| 4   | Irã                  | 1   | 3 | 0 | 1 | 2 | 1  | 4  | −3 | Eliminado         |

### Bola da partida
A bola que foi utilizada na partida foi revelada no dia 29 de maio de 2014. Fabricada pela Adidas e chamada "Adidas Brazuca Final Rio" trata-se de uma bola semelhante a Brazuca, utilizada durante todo o torneio, porém, com alguns detalhes de decoração diferentes. As cores vermelha, azul e verde da original deram lugar ao dourado e verde limão, inspirados no troféu da Copa do Mundo e com os nomes das seleções finalistas, estádio, cidade e a data do jogo.

## Detalhes da partida
| 13 de julho   | Alemanha   | 1 – 0 (pro) | Argentina | Estádio do Maracanã, Rio de Janeiro         |
| 16:00 (UTC−3) | Götze 113' | Relatório   |           | Público: 74 738 Árbitro: ITA Nicola Rizzoli |

| Alemanha | Argentina |

| ALEMANHA:      |    |                        |  |      |
|                |    |                        |  |      |
| G              | 1  | Manuel Neuer           |  |      |
| LD             | 16 | Philipp Lahm           |  |      |
| Z              | 20 | Jérôme Boateng         |  |      |
| Z              | 5  | Mats Hummels           |  |      |
| LE             | 4  | Benedikt Höwedes       |  | 34'  |
| V              | 7  | Bastian Schweinsteiger |  | 29'  |
| V              | 23 | Christoph Kramer       |  | 31'  |
| A              | 13 | Thomas Müller          |  |      |
| M              | 18 | Toni Kroos             |  |      |
| A              | 8  | Mesut Özil             |  | 120' |
| A              | 11 | Miroslav Klose         |  | 88'  |
| Substituições: |    |                        |  |      |
| A              | 9  | André Schürrle         |  | 31'  |
| M              | 19 | Mario Götze            |  | 88'  |
| Z              | 17 | Per Mertesacker        |  | 120' |
| Treinador:     |    |                        |  |      |
| Joachim Löw    |    |                        |  |      |

| ARGENTINA:        |    |                   |     |     |
|                   |    |                   |     |     |
| G                 | 1  | Sergio Romero     |     |     |
| LD                | 4  | Pablo Zabaleta    |     |     |
| Z                 | 15 | Martín Demichelis |     |     |
| Z                 | 2  | Ezequiel Garay    |     |     |
| LE                | 16 | Marcos Rojo       |     |     |
| M                 | 6  | Lucas Biglia      |     |     |
| M                 | 14 | Javier Mascherano |     | 64' |
| M                 | 8  | Enzo Pérez        |     | 86' |
| A                 | 10 | Lionel Messi      |     |     |
| A                 | 9  | Gonzalo Higuaín   |     | 78' |
| A                 | 22 | Ezequiel Lavezzi  |     | 46' |
| Substituições:    |    |                   |     |     |
| A                 | 20 | Sergio Agüero     | 65' | 46' |
| A                 | 18 | Rodrigo Palacio   |     | 78' |
| M                 | 5  | Fernando Gago     |     | 86' |
| Treinador:        |    |                   |     |     |
| Alejandro Sabella |    |                   |     |     |

| Homem do Jogo: Mario Götze (Alemanha) Bandeirinhas: Renato Faverani Andrea Stefani Quarto árbitro: Carlos Vera Quinto árbitro: Christian Lescano |

### Estatísticas

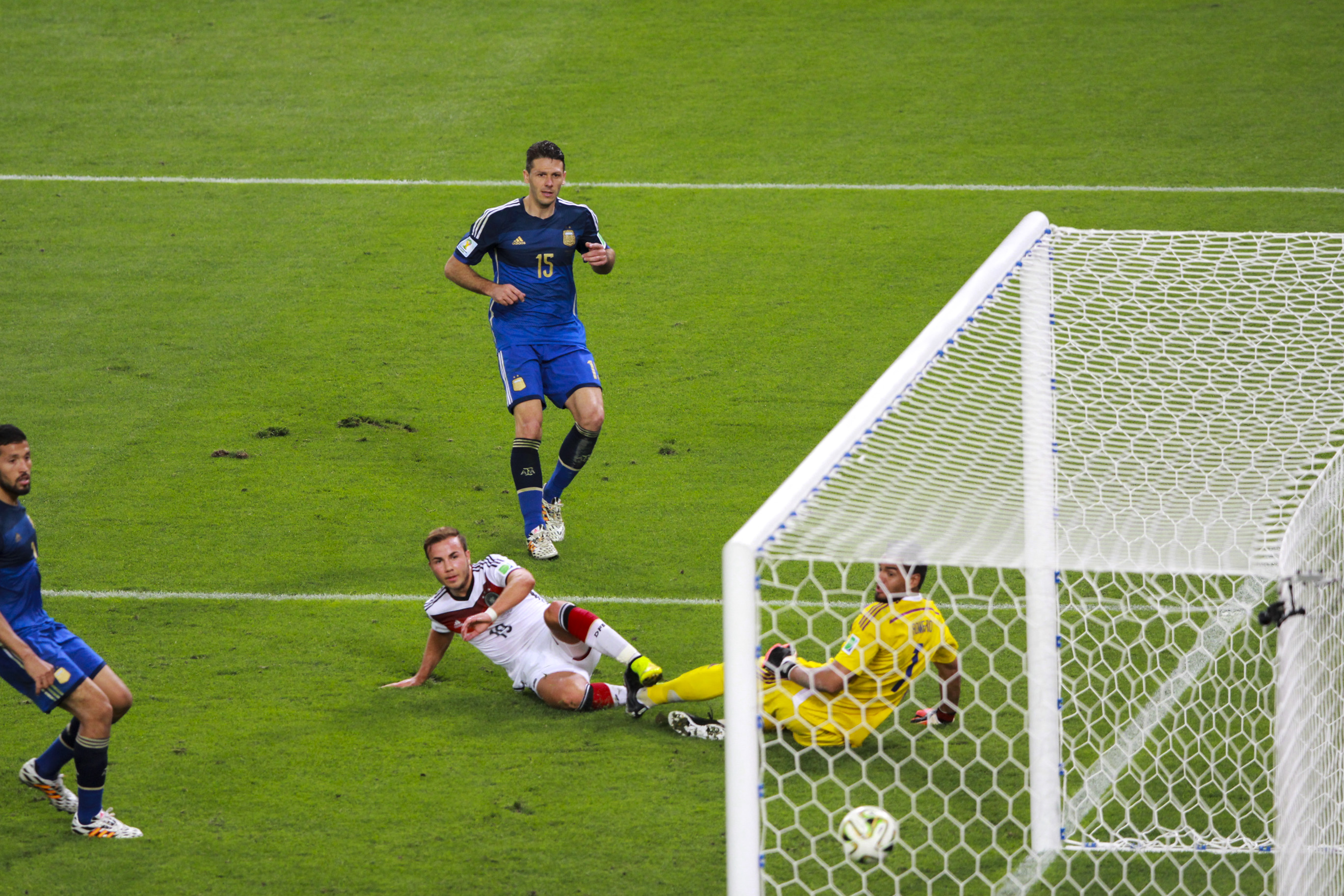
Mario Götze, no chão, no momento em que a bola entra no gol, definindo a vitória para a Alemanha.

| Geral               | Alemanha | Argentina |
| ------------------- | -------- | --------- |
| Gols marcados       | 1        | 0         |
| Finalizações totais | 10       | 10        |
| Finalizações no gol | 7        | 2         |
| Posse de bola       | 60%      | 40%       |
| Escanteios          | 5        | 3         |
| Faltas cometidas    | 20       | 17        |
| Impedimentos        | 3        | 2         |
| Defesas             | 2        | 6         |
| Cartões amarelos    | 2        | 2         |
| Cartões vermelhos   | 0        | 0         |

## Esquema de segurança

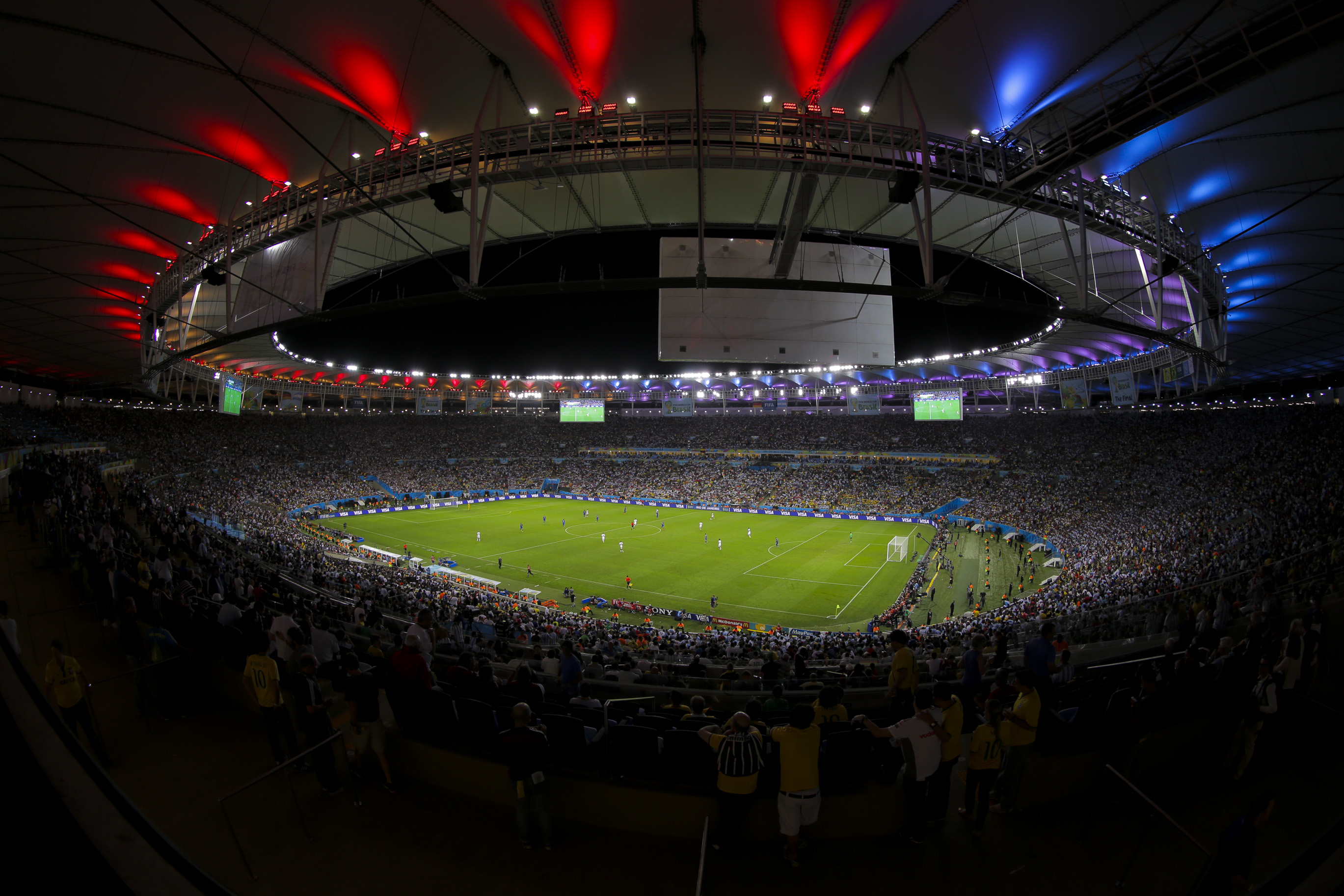
Visão interna do Maracanã, durante a partida.

Para este jogo foi preparado o maior esquema de segurança da história do país para um único evento. Segundo José Mariano Beltrame, então secretário de segurança do Rio de Janeiro, esta operação foi a maior já feita no Brasil, superando inclusive a Rio+20, em 2012, e o encerramento da Jornada Mundial da Juventude, em 2013, pois além de ser a final do principal evento do futebol mundial, com expectativa de quase 75 mil espectadores e a presença de autoridades e chefes de Estado, existia o temor de tentativa de invasão ao Maracanã por torcedores sem ingressos, como aconteceu no mesmo estádio antes da partida entre Chile e Espanha, pela fase de grupos. Havia também outras preocupações, como brigas e distúrbios entre torcedores, consumo de álcool dentro dos estádios, protestos e até o terrorismo.
Dentre os envolvidos no esquema de segurança estiveram 9 300 agentes das Forças de Defesa (Exército, Marinha e Aeronáutica), 1.000 agentes da Polícia Federal, 800 agentes da Polícia Rodoviária Federal, 800 agentes da Força Nacional, 14.984 policiais militares, 505 policiais civis, 1.750 bombeiros, 1.032 guardas municipais, 600 fiscais de trânsito e 1.600 stewards (seguranças dentro do estádio). Contou ainda com 30 equipes de batedores, que fizeram a escolta das comitivas das autoridades, sete helicópteros e sete embarcações de grande porte da Marinha do Brasil.
Além deste aparato humano, a polícia do Rio de Janeiro usou uma banda larga 4G exclusiva, com a qual os policiais no entorno do estádio transmitiram os dados para o Centro Integrado de Comando e Controle, que permitiu o envio de imagens com maior resolução e rapidez. O sitema de rádio de voz das operações teve sua capacidade ampliada para comportar o tamanho do evento, permitindo que a comunicação crítica ocorresse sem nenhuma tentativa de chamada receber o sinal de ocupado.

## Convidados
A presidente do Brasil Dilma Rousseff esteve presente na final. Ela entregou, em mãos, o troféu para a equipe campeã.
O presidente russo Vladimir Putin aproveitou  sua viagem pela América Latina e compareceu a Final no Brasil. A Rússia foi sede da Copa de 2018. Outros Chefes de Estado como o presidente da África do Sul, Jacob Zuma, o Emir do Catar, Tamim bin Hamad al-Thani, e outros também estiveram presentes na final, assim como o presidente do Comitê Olímpico Internacional, Thomas Bach.
Representantes da finalista Alemanha, a chanceler Angela Merkel e o presidente Joachim Gauck estiveram presentes para apoiar a equipe nacional. Merkel já esteve na partida entre Alemanha e Portugal, em Salvador, quando a equipe alemã venceu por 4–0. Já a presidente argentina Cristina Kirchner não pode estar presente, pois recuperava-se de uma inflamação na garganta.
Algumas celebridades também estiveram presentes, entre elas Mick Jagger, Rihanna, David Beckham, Kaká, Zico, Plácido Domingo, Ashton Kutcher, Daniel Craig, Tom Brady, LeBron James e Pelé.

## Cerimônia de encerramento

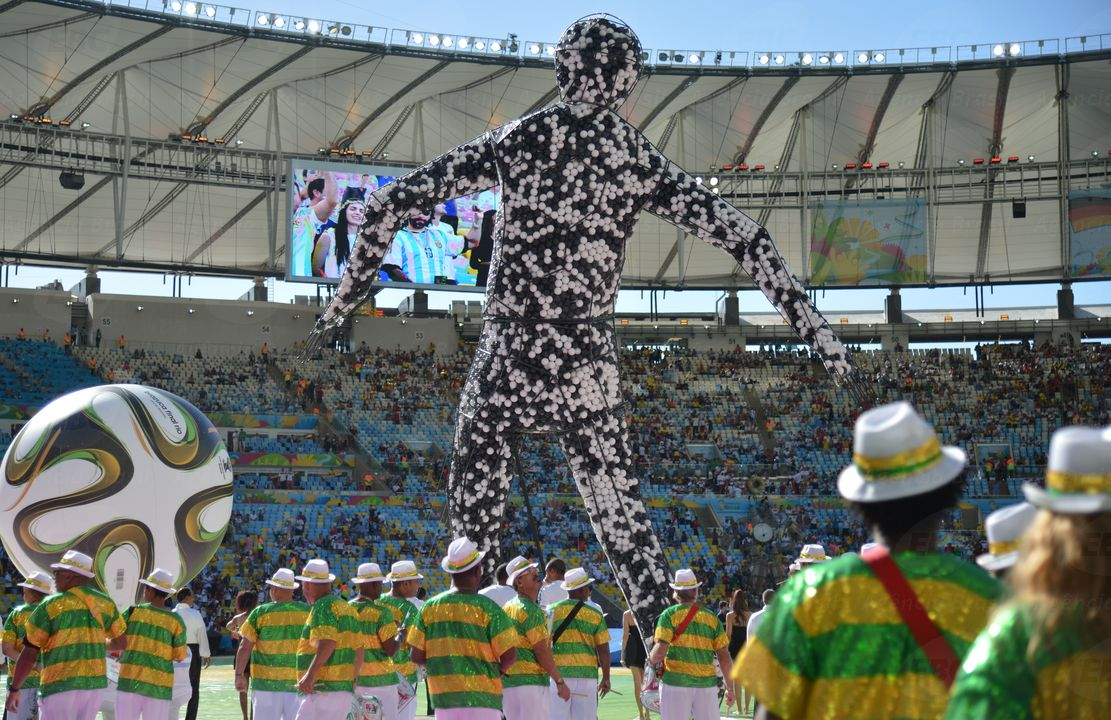
Alegorias utilizadas durante a Cerimônia de Encerramento.

As 14h20, iniciou-se a Cerimônia de Encerramento da Copa. 30 casais de Mestre-Sala e Porta-Bandeira, símbolos do Carnaval carioca, entraram no estádio carregando as bandeiras dos trinta países participantes da Copa, e eliminados até o momento. Por fim, entraram os casais representantes dos dois países finalistas, que dançaram ao redor de uma Porta-Bandeira em vestes douradas, representando a Taça do campeão. A bateria da Acadêmicos do Grande Rio, Shakira e Carlinhos Brown executaram a canção "La La La", da colombiana. Em seguida, o rapper haitiano Wyclef Jean, o guitarrista mexicano Carlos Santana e o cantor Alexandre Pires cantaram "Dar Um Jeito (We Will Find a Way)", música feita especialmente para essa Final. Ivete Sangalo também subiu ao palco, acompanhado da mascote Fuleco, para cantar um conjunto de seus maiores sucessos. A cerimônia terminou com, todos juntos, cantando o samba-enredo "Explode Coração", do Salgueiro. O protocolo oficial da Final iniciou-se com a supermodelo Gisele Bündchen, junto do jogador espanhol e então campeão do mundo Carles Puyol, apresentando o troféu ao mundo.